# Hernán López
Hernán López (nascido em 5 de julho de 1973) é um ex-ciclista argentino.

## Olimpíadas
Participou, representando a Argentina, dos Jogos Olímpicos de Verão de 1992 na modalidade do ciclismo de estrada.